# Zygoribatula oceana
Zygoribatula oceana is een mijtensoort uit de familie van de Oribatulidae. De wetenschappelijke naam van de soort is voor het eerst geldig gepubliceerd in 1972 door Hammer.